# 1844 en santé et médecine
| Années de la santé et de la médecine : 1841 - 1842 - 1843 - 1844 - 1845 - 1846 - 1847    |
| Décennies de la santé et de la médecine : 1810 - 1820 - 1830 - 1840 - 1850 - 1860 - 1870 |

Cet article présente les faits marquants de l'année 1844 en santé et médecine.

## Événements
- 3 juin : à Dublin, le médecin irlandais Francis Rynd (en) pratique la première injection sous-cutanée au moyen d'une seringue hypodermique de son invention[1].

## Naissances
- 7 février : Mathias-Marie Duval (mort en 1907), professeur d'anatomie et d'histologie français.
- 6 avril : Charles-Émile Troisier (mort en 1919), médecin français.
- 9 avril : Alexander Macalister (mort en 1919), médecin, anatomiste et zoologiste irlandais.

Date indéterminée
- Giovanni Montano (it) (mort en 1901), médecin et scientifique italien qui a décrit le favisme.

## Décès
- 19 octobre : Jean Nicolas Houzeau-Muiron (né en 1801), pharmacien et fabricant de produits chimiques français.